# دوري الدرجة الأولى الأرجنتيني 1981
دوري الدرجة الأولى الأرجنتيني 1981 (بالإسبانية: Campeonato Nacional 1981)‏ هو الموسم 51 من دوري الدرجة الأولى الأرجنتيني. أشرف على تنظيمه اتحاد الأرجنتين لكرة القدم، وكان عدد الأندية المشاركة فيه 28، وفاز فيه نادي أتلتيكو ريفر بليت.